# Hubert Binder
Hubert Binder (* 8. April 1933 in Schlesien; † 30. Januar 2018 in Greven) war ein deutscher Weber, Gewerkschaftssekretär (GTB) und Kommunalpolitiker (SPD). Er war von 1989 bis 1995 der letzte ehrenamtliche Bürgermeister der Stadt Greven im Münsterland und seit 2009 Träger des Bundesverdienstkreuzes am Bande.

## Leben

### Herkunft und beruflicher Werdegang
Hubert Binder wurde 1933 in Schlesien, damals Teil des Deutschen Reiches und heute ein Teil Polens, geboren und wuchs dort in katholischen Verhältnissen auf. Nach Besuch der Volksschule begann er eine Ausbildung zum Schmied, konnte diese aber nicht mehr beenden, da seine Familie 1947 im Zuge der  Vertreibung der deutschen Bevölkerung aus dem nunmehr polnischen Schlesien (Westverschiebung Polens nach dem Zweiten Weltkrieg) nach Westdeutschland, die spätere Bundesrepublik, floh. Greven im Münsterland wurde zur neuen Wahlheimat der Familie. Dort übte Binder zunächst vorübergehend Hilfstätigkeiten in der Landwirtschaft aus, ehe er 1949 eine Ausbildung zum Weber bei der Firma Schründer und Cramer am Grünen Weg begann. Dort lernte er seine Ehefrau kennen, mit der er später im Jahr 2016 die Diamantene Hochzeit feierte und zwei Töchter großzog.
In seinem Ausbildungsbetrieb blieb Binder auch nach Abschluss seiner Lehre tätig, stieg zum Vertrauensmann der Belegschaft auf und wurde schließlich für 17 Jahre in den Betriebsrat gewählt, davon viele Jahre als dessen Vorsitzender. 1972 wechselte er als hauptamtlicher Gewerkschaftssekretär zur Gewerkschaft Textil-Bekleidung (GTB), bei der er zuletzt ab 1980 bis zu seinem Eintritt in den Ruhestand als Bezirkssekretär für den Bezirk Westfalen-Osnabrück zuständig war. Als die GTB vollends in der IG Metall aufging, trat Binder, von Hause aus Textiler statt Metaller, in den Ruhestand.

### Politik
Bereits 1971 wurde Binder Mitglied der SPD, für die er seit 1975 im Vorstand des SPD-Ortsvereins Greven aktiv war, dessen Ehrenvorsitz er nach Ende seiner politischen Laufbahn übernahm. Zugleich engagierte er sich von 1973 bis 1986 als Mitglied der Arbeitsgemeinschaft für Arbeit im SPD-Unterbezirk für den Landkreis Münster beziehungsweise ab 1975 für den Bezirk im neugegründeten Kreis Steinfurt.
1976 wurde Binder für seine Partei erstmals als Ratsherr in den Rat der Stadt Greven gewählt, dem er insgesamt bis 2004 über 28 Jahre lang ununterbrochen angehörte. 1984 wurde er zunächst erster stellvertretender Bürgermeister der Stadt, ehe ihn der Rat am 17. Oktober 1989 zum ersten sozialdemokratischen Bürgermeister in der Geschichte Grevens wählte. Vorausgegangen waren die Kommunalwahlen in NRW 1989, bei denen die CDU, damals vor dem Mauerfall unter Bundeskanzler Helmut Kohl bundespolitisch unter Druck, stärkere Stimmenverluste hinnehmen musste. Bis dahin hatten die Christdemokraten stets die Mehrheit im Grevener Rat gestellt und den ehrenamtlichen Bürgermeister bestimmt. Nun kam mit Binder erstmals ein Sozialdemokrat ins Amt und löste Josef Helmig (CDU) ab. Dies galt als außergewöhnliche Entwicklung in dem wie das gesamte Münsterland über Jahrzehnte politisch wie gesellschaftlich katholisch-konservativ geprägten Greven. Als ehrenamtlich tätiger Bürgermeister wurden Binder indes primär repräsentative Aufgaben zuteil, da in Greven als Teil Nordrhein-Westfalens wie auch im benachbarten Niedersachsen bis in die Mitte der 1990er Jahre die durch das britische Vorbild geprägte Norddeutsche Ratsverfassung galt, nach welcher die Führung der kommunalen Verwaltung im Zuge einer sogenannten Doppelspitze durch einen getrennt vom Rat gewählten Stadtdirektor erfolgte.
In seiner Amtszeit als Bürgermeister setzte er sich besonders für die öffentliche Musikschule ein, die Greven zuvor 1976 als Zweckverband mit der Nachbarstadt Emsdetten begründet hatte. Zudem engagierte sich Binder für die Städtepartnerschaft Grevens mit dem französischen Montargis, für die Lebenshilfe sowie für die Idee, die im Zuge der Krise der Textilindustrie bis Anfang der 1990er Jahre geschlossene Grevener Baumwollspinnerei zum später realisierten Kulturzentrum GBS umzubauen. Darüber hinaus warb Binder für die Schaffung neuer Arbeitsplätze. Unter anderem fallen die Ansiedlung des zentralen Postfrachtzentrums in Reckenfeld 1994 und die Ausweisung der neuen Gewerbegebiete Schoppenkamp und Wentrup-Ost in seine Amtszeit als Bürgermeister. Im Sinne der Wirtschafts- und Arbeitsmarktförderung unterstützte er auch er die nach seiner Amtszeit realisierte Gründung der AirportPark GmbH, eines großen Gewerbeparks am Flughafen Münster/Osnabrück.
Als in Nordrhein-Westfalen 1995 im Zuge einer Kommunalreform erstmals hauptamtliche Bürgermeister als Verwaltungschefs zunächst übergangsweise durch den Rat gewählt wurden und die bisherigen Stadtdirektoren ablösten, entzogen die Grevener Grünen Binder, als gelernter Weber und Gewerkschafter ohne  jegliche Verwaltungserfahrung, das politische Vertrauen. Daraufhin trat er trotz hoher Beliebtheitswerte in der Bevölkerung und einem Ruf als „Mann des Volkes“, wie die örtliche Tageszeitung ihn später umschrieb, nicht als hauptamtlicher Bürgermeister und Verwaltungschef an und schied zum 30. März 1995 aus dem Amt. Zu seinem nunmehr hauptamtlichen Nachfolger wählte der Rat Rudolf Steingrube (SPD).
Binder wurde in der Folge von 1995 bis 1999 erneut zum ersten stellvertretenden, ehrenamtlichen Bürgermeister gewählt. Von 1999 bis zu seinem Ausscheiden aus dem Rat im Jahr 2004 amtierte er schließlich nochmals als zweiter ehrenamtlicher Bürgermeister. Insgesamt bekleidete er über 20 Jahre lang das Amt eines ehrenamtlichen ersten oder zweiten Bürgermeisters der Stadt Greven. Als solcher bot er unter anderem erstmals Sprechstunden für Kinder an und überreichte über 2000 Mal Blumen und Urkunden.
Nach seinem Abschied aus der Kommunalpolitik galt seine Leidenschaft besonders der Musik. Unter anderem trat er wiederholt mit seinem Akkordeon in Altenheimen auf. Für sein politisches wie auch ehrenamtliches Engagement erhielt Binder 2009 das Bundesverdienstkreuz. Die Ehrenbürgerwürde der Stadt Greven wurde ihm im Jahr 2013 aufgrund der fehlenden Zustimmung der CDU im Rat der Stadt verwehrt. Am 30. Januar 2018 verstarb Binder nach längerer Krankheit im Alter von 84 Jahren.